# Джейни Ламб
Джейни Ламб (англ. Janey Lamb) — британская порноактриса, лауреат премии XRCO Award.

## Биография
Родилась в Англии. Дебютировала в порноиндустрии в 1993 году. Снималась для таких студий, как Elegant Angel, Evil Angel, Fiona Cooper, Metro, Odyssey, Private.
В 1994 году получила премию XRCO Award в номинации «лучшая групповая сцена» за роль в Buttman's British Moderately Big Tit Adventure совместно с Джои Силверой, Рокко Сиффреди и Стефани Харт-Роджерс.
Ушла из индустрии в 1995 году, снявшись в 9 фильмах.

## Награды
| Год  | Награда    | Категория              | Работа                                         | Результат |
| ---- | ---------- | ---------------------- | ---------------------------------------------- | --------- |
| 1994 | XRCO Award | Лучшая групповая сцена | Buttman's British Moderately Big Tit Adventure | Победа    |

## Избранная фильмография
- Buttman’s British Moderately Big Tit Adventure (1994)